# Società Sportiva Dilettantistica Massese Calcio
Unione Sportiva Massese 1919 é um clube de futebol italiano da cidade de Massa que disputa a Série C1. Fundada em 1919, suas cores são o preto e o branco.